# Ги, Франсуа
Франсуа Ги (фр. François Guye; род. 6 января 1953, Женева) — швейцарский виолончелист.
Начал учиться игре на виолончели в возрасте пяти лет. Окончил Женевскую консерваторию (1972), в дальнейшем среди его учителей были Андре Наварра и Пьер Фурнье, последний завещал ему свой инструмент. В 1976 г. завоевал вторую премию Международного музыкального фестиваля «Пражская весна», в 1979 г. выиграл Международный конкурс исполнителей в Женеве.
В 1979—2008 гг. концертмейстер виолончелей Оркестра романской Швейцарии. Одновременно на протяжении всей карьеры выступал как солист в разнообразных составах, начиная с дуэта виолончелей с Антонио дель Кларо в середине 1970-х гг.
Среди записей Ги выделяется соната для виолончели и фортепиано Клода Дебюсси (с пианистом Паскалем Роже).
На протяжении многих лет преподавал в Женевской консерватории; среди его учеников, в частности, Олег Сендецкий.